# Banca del Pireo
Banca del Pireo (Τράπεζα Πειραιώς) è una società multinazionale greca di servizi finanziari con sede ad Atene, Grecia. Le azioni della Banca del Pireo sono quotate alla Borsa di Atene (ATHEX) dal gennaio 1918.
Con una quota di mercato del 30% nei prestiti (34,4 miliardi), del 29% nei depositi (54,6 miliardi) e con un prodotto gestito (AUM) di 6,938 miliardi di euro nel 2022, è la banca più grande del Paese. Banca del Pireo è stata designata come istituto significativo dall'entrata in vigore della vigilanza bancaria europea alla fine del 2014 e di conseguenza è vigilato direttamente dalla Banca centrale europea.
Storicamente banca a sostegno delle PMI, ora possiede anche un particolare know-how nei settori dell'agricoltura bancaria, del credito al consumo e ipotecario, del green banking, dei mercati dei capitali, dell'investment banking, del leasing e del e-banking.

## Storia
Fondata nel 1916 da un gruppo di armatori del Pireo con il nome di Banca del Commercio, dell'Industria e della Navigazione del Pireo, quotata alla Borsa di Atene nel 1918, si è fusa con la Banca Commerciale di Grecia nel 1963, è stata poi nazionalizzata nel 1975 prima di essere privatizzata nel dicembre 1991 e chiamata Piraeus Bank (TP). Si è quindi trasformata in una banca generale al dettaglio, anche se in precedenza era una banca privata. La sede, progettata da Sir Basil Spence, è stata costruita in via Stadiou, nel centro di Atene 

### Espansione
Nel 1962, PT si unì al Gruppo Bancario Emporiki (o Gruppo Andreadis). Nel 1995 il Gruppo ha fondato la Piraeus Bank Romania con 160 filiali e un anno dopo la Tirana Bank, il primo istituto bancario privato in Albania con 56 filiali. Nel 1999 con l'acquisizione di Xiosbank, PB ha rilevato la filiale di Xios a Sofia, Bulgaria. PB ha inoltre acquisito la piccola Marathon National Bank con sede a New York e Interbank NY; ha fuso Interbank in Marathon Bank .

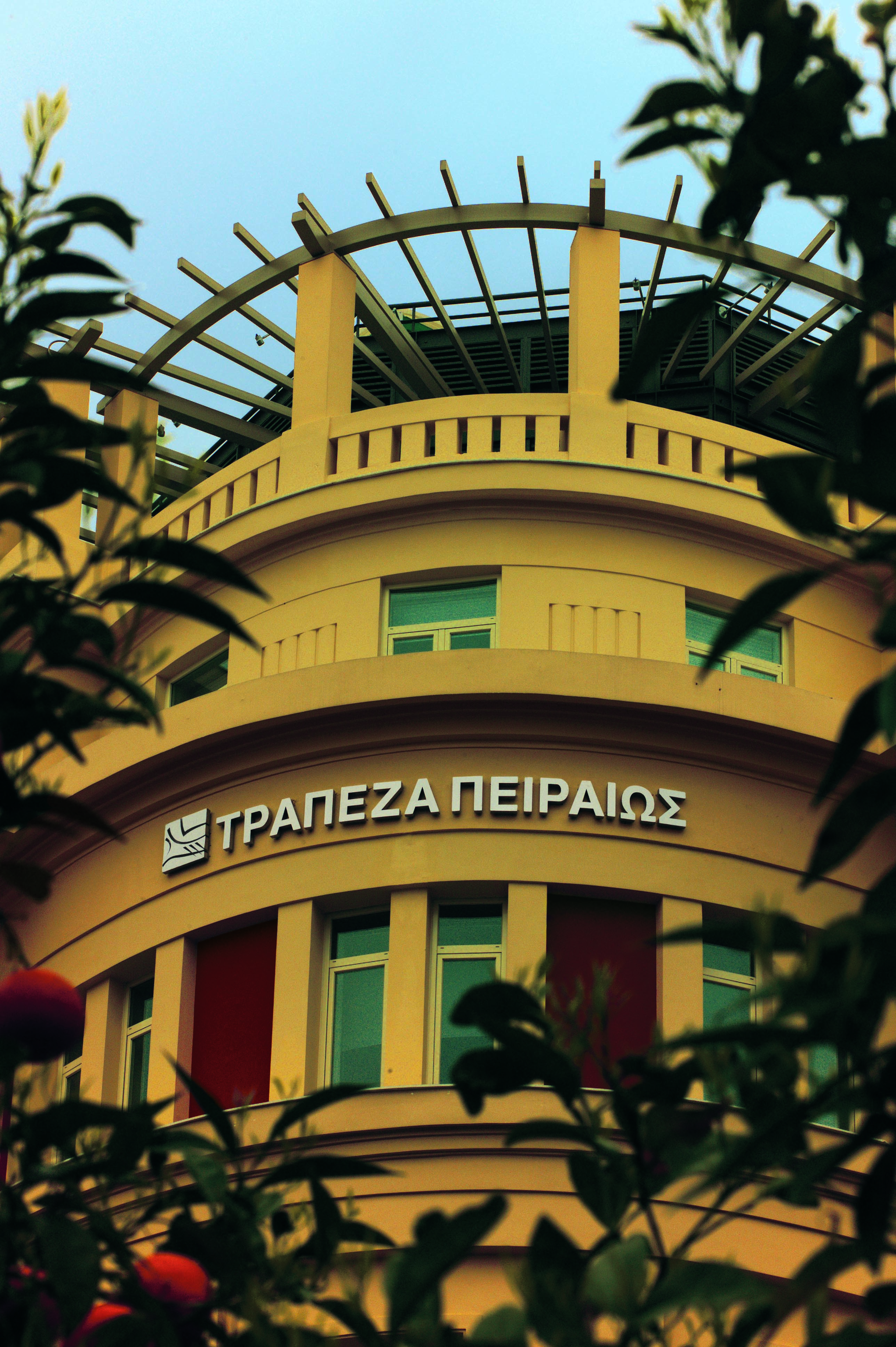
La storica sede ad Atene

Nel 1998 la banca ha assorbito le reti di filiali greche della Chase Manhattan Bank, Crédit Lyonnais, e ha acquisito una partecipazione di controllo nella Macedonia-Thrace Bank. Un anno dopo si è aggiunta alle attività della National Westminster Bank e ha acquistato la Xiosbank (Banca di Chios) che ha totalmente assorbito insieme alla Macedonia-Thrace Bank. Nel 2002 la banca ha assorbito il 58% della ETBA Bank (Banca Ellenica per lo Sviluppo Industriale) e, sempre nello stesso anno, ha firmato un'alleanza strategica con il Gruppo ING che ha rilevato una partecipazione del 5% nella Banca del Pireo. Nel 2005 ha rilevato l'Eurobank bulgara, la Atlas Bank a Belgrado, in Serbia, la Banca commerciale egiziana in Egitto (ribattezzata Piraeus Bank Egypt).  Nel 2006 la PB ha rivenduto a ING la sua partecipazione in una società di fondi comuni di investimento di proprietà congiunta. La cooperazione continua tramite la compagnia di bancassicurazione ING-PIRAEUS. Nel 2007 si è espansa in Ucraina acquisendo la International Commerce Bank (ribattezzata Piraeus Bank ICB) e ha fondato la Piraeus Bank Cyprus con l'acquisizione di Arab Bank Cyprus. Nel 2007, la Banca del Pireo era presente in Grecia con più di 300 filiali, così come con 180 filiali in Romania, 72 in Bulgaria, 38 in Albania e 40 in Egitto.

### Crisi finanziaria
Nell’ambito della crisi del debito europeo, la Banca del Pireo è stata soggetta ai pacchetti di austerità greci: il Fondo ellenico per la stabilità finanziaria è diventato il suo principale azionista dal 2012 ed è rimasto tale sino 2020.
Nel 2011, secondo i rapporti del luglio 2012, la banca ha oscurato il suo reale accesso al capitale fornendo prestiti circolari per finanziare l'acquisto delle proprie azioni attraverso società offshore non dichiarate. [17]
Nel 2012, la Banca del Pireo ha preso parte alla ristrutturazione delle banche greche, conquistando una posizione di leadership nel settore bancario del paese.

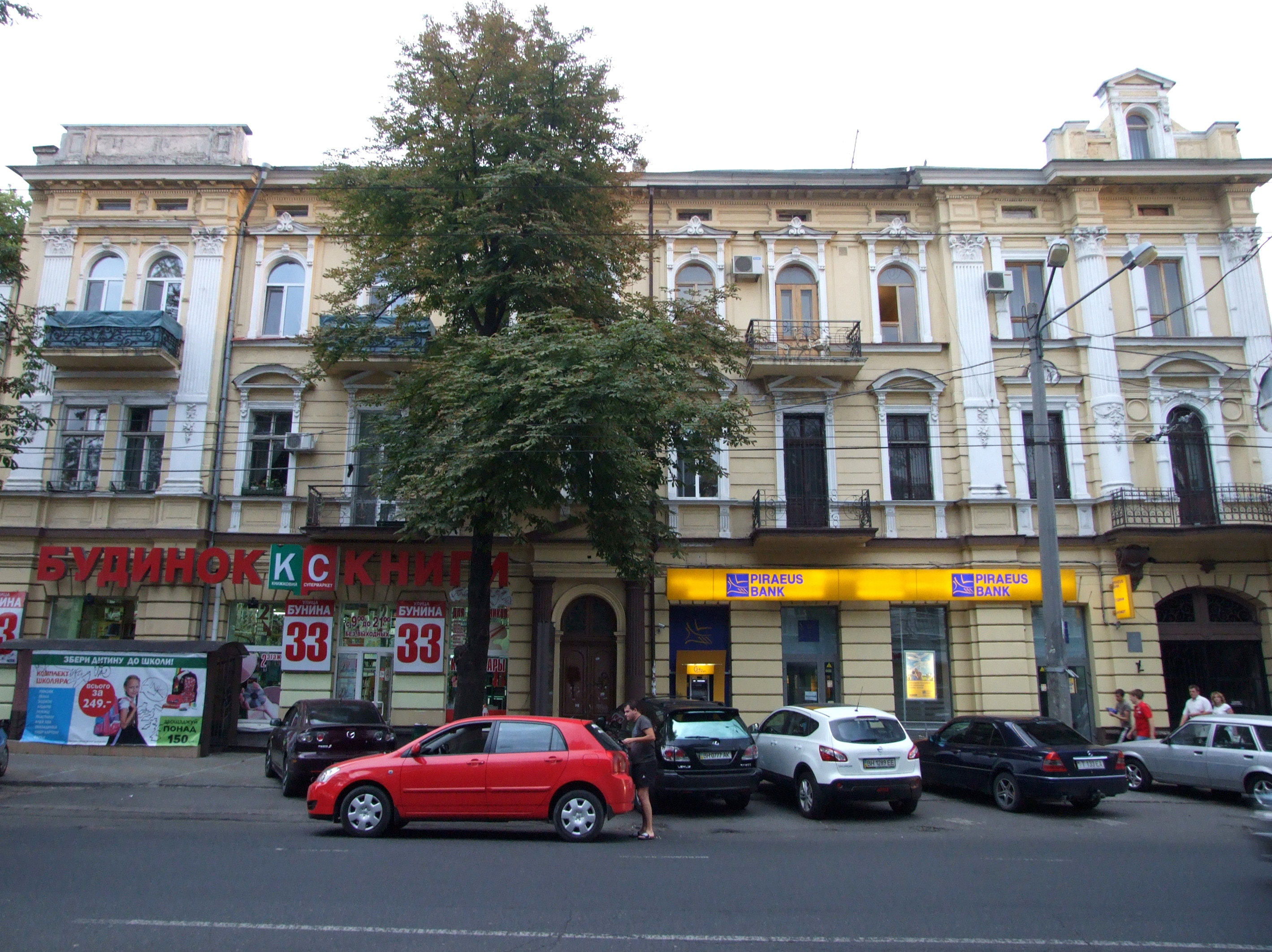
La sede ad Odessa, Ucraina

Nel giugno 2012 la Piraeus Bank ha venduto le sue azioni della Marathon Banking Corporation (New York City) alla Investors Bancorp, il cui capitale è stato utilizzato per finanziare l'acquisizione delle banche greche Geniki Bank e delle parti sane di ATEbank. Tra marzo e giugno 2013 ha rilevato le filiali greche della Bank of Cyprus, della Hellenic Bank e della CPB Bank ed ha acquisito la Millennium Bank (Grecia). Nel 2013, la Banca del Pireo è stata considerata dotata di capitale sufficiente ed è stata inclusa nel gruppo di 4 banche sistemiche che sarebbero state coordinate dal Fondo ellenico di stabilità finanziaria per assorbire le banche sottocapitalizzate. A partire dal 2014 raggiungerà una presenza internazionale composta da 370 filiali concentrate nell'Europa sud-orientale e nel Mediterraneo orientale.
Nell'aprile 2015 ha assorbito le parti “buone” della piccola banca cooperativa greca Panellinia. In maggio ha invece venduto la sua filiale in Egitto alla Al Ahli Bank of Kuwait. Nel novembre 2015 la Commissione europea ha approvato i piani di ristrutturazione modificati per Piraeus Bank, consentendo una nuova iniezione di 2,72 miliardi di euro di fondi pubblici tramite il Fondo ellenico di stabilità finanziaria.

### Disinvestimenti
Negli anni successivi, la Piraeus Bank ha proceduto a disinvestire all'estero. Nel marzo 2017, ha venduto la Piraeus Bank Cyprus a un gruppo di investimento guidato dall'uomo d'affari libanese Maurice Sehnaoui, che l'ha ribattezzata AstroBank. Nel settembre 2017 ha ceduto le sue attività bancarie e di leasing in Serbia della Piraeus Bank Beograd alla Direktna Banka AD. Nel dicembre 2017 ha venduto Piraeus Bank Romania a JC Flowers & Co. Nell'aprile 2018 ha ceduto la Piraeus Bank Beograd alla Direktna Banka AD e nel giugno 2019 la Piraeus Bank Bulgaria alla greca Eurobank e si è fusa con la sua banca Postbank.
A giugno 2019, il Fondo ellenico per la stabilità finanziaria deteneva il 26% delle azioni ordinarie in circolazione, mentre il restante 74% era detenuto dal settore privato (persone giuridiche e persone fisiche). L'HFSF aveva la possibilità di acquistare 2 miliardi di euro di obbligazioni perpetue in azioni della Banca del Pireo nel dicembre 2022. A novembre 2020, la capitalizzazione di mercato totale della banca era inferiore a 500 milioni di euro. La conversione è stata avviata nel novembre 2020, conferendo all'HFSF un'ulteriore quota del 35% della banca, per un valore inferiore a 200 milioni di euro, una perdita cartacea di oltre 1,5 miliardi di euro.

### Privatizzazione
Nel marzo 2024, il Fondo ellenico per la stabilità finanziaria ha venduto la sua intera partecipazione del 27% nella Banca del Pireo, privatizzando così completamente la banca e raccogliendo 1,35 miliardi di euro.

### La Fondazione Culturale
La Fondazione Culturale del Gruppo Banca del Pireo (PIOP) si trova a Plaka, Atene, in un edificio costruito durante il regno di re Ottone. La fondazione cura anche l'archivio storico della Banca del Pireo.
Nel 2012 la fondazione è stata insignita del Premio Europa Nostra.